# Бредштет
Бредштет (њем. Bredstedt) град је у њемачкој савезној држави Шлезвиг-Холштајн. Једно је од 132 општинска средишта округа Нордфризланд. Према процјени из 2010. у граду је живјело 5.006 становника. Посједује регионалну шифру (AGS) 1054019.

## Географски и демографски подаци
Бредштет се налази у савезној држави Шлезвиг-Холштајн у округу Нордфризланд. Град се налази на надморској висини од 7 метара. Површина општине износи 9,8 km². У самом граду је, према процјени из 2010. године, живјело 5.006 становника. Просјечна густина становништва износи 513 становника/km².

## Међународна сарадња
| Мјесто         | Држава | Врста сарадње | Од    |
| -------------- | ------ | ------------- | ----- |
| Нере Рангструп | Данска | контакт       | 1991. |
| Извор          |        |               |       |